# خيسوس ريوس
خيسوس ريوس (بالإسبانية: Jesús Rios)‏ هو دراج مكسيكي، ولد في 28 يناير 1964.

## وصلات خارجية
- خيسوس ريوس على موقع إحصائيات الدراجات الإحترافية (الإنجليزية)
- خيسوس ريوس على موقع أوليمبيديا (الإنجليزية)